# 苏德隆
苏德隆（1906年—1985年），男，江苏南京人，中国流行病学家、医学教育家，曾任上海医科大学教授、博士生导师。